# さらば冬のかもめ
『さらば冬のかもめ』（さらばふゆのかもめ、The Last Detail）は、1973年のアメリカ合衆国のコメディドラマ映画。
監督はハル・アシュビー、出演はジャック・ニコルソン、ランディ・クエイド、オーティス・ヤングなど。
荒くれた2人のベテラン海軍下士官と、年若い新兵との間に芽生える奇妙な友情を描いている。
原作はダリル・ポニクサンの1970年の小説『The Last Detail』。
アカデミー賞3部門、カンヌ映画祭パルム・ドールにノミネートされたアメリカン・ニューシネマの佳作である。

## ストーリー
ある日、ノーフォーク海軍基地に勤務する海軍下士官バダスキー（ジャック・ニコルソン）とマルホール（オーティス・ヤング）に、罪を犯した新兵をポーツマス海軍刑務所に護送する任務が下った。その内容とは基地の募金箱から金を盗もうとした男、メドウズ（ランディ・クエイド）を護送することだった。盗んだ額は僅か40ドルだったが、募金箱がたまたま、募金好きな司令官夫人が設置した小児麻痺患者向けの物であったために、懲役8年を言い渡され、青年期の殆どを刑務所で棒に振ることになっていた。
最初は適当に任務をこなすつもりだったバダスキーだったが、徐々にメドウズに同情を抱いてしまう。若くして刑務所に入れられてしまう彼を哀れに思った彼は、刑務所までの道中でメドウズに人生の何たるかを教えてやろうと考えた。マルホールは任務に私情を挟むバダスキーに「大物ぶるな、俺達は海軍で一生飯を食うんだ」と詰め寄るものの、自らも情に流されていく。バダスキーとマルホールはメドウズを連れて酒盛りをしたり、街に繰り出して海兵隊員相手に3人で喧嘩を売ったり、日蓮正宗の伝道所をのぞいたり、賭けダーツで儲けたり、メドウズに売春婦（キャロル・ケイン）を抱かせたりと各地で騒動を起こして回る。二人に振り回されるメドウズは初めは困惑しつつも次第に心を開らき、一人前の男として自信を持ち始める。そのうち信号兵であるバダスキーに勧められた事もあり、手旗信号を教えてくれとまで言い出す。起伏に富んだ旅を送る内、3人の中に奇妙な友情が芽生えていく。
刑務所に送られる前日のボストンで、3人は冬の公園でバーベーキューをする。バダスキーはどこか不機嫌に振舞っている。食事の後、マルホールが「もう止めにしよう」と呟くと、バダスキーはやりきれない表情でこれからのメドウスの身上を嘆いた。メドウズは太い枝を懸命に両腕で折ろうとしており、何度も繰り返した末に枝を二つに折る。何かを決意した表情で立ち上がったメドウスはゆっくりと歩き出し、呼び止める二人に手旗信号を送る。「ブラボー（B）・ヤンキー（Y）・ブラボー（B）・ヤンキー（Y）・終わり」＝「BY BY（バイバイ）」と送った後、「ナンミョーホーレンゲキョー」と唱えながら走り出していく。つまづいたメドウスにバダスキーがつかみかかる。「逃がしてくれ」と泣き叫ぶメドウズを、バダスキーはマルホールの制止を振り切って拳銃で殴り続ける。
結局メドウズは両脇を二人に抱えられて目的地にたどり着き、予定通りに刑務所に収容される。任務を終えたバダスキーとマルホールは若い海兵隊中尉の当直士官（マイケル・モリアーティ）からメドウズの傷の理由を詰問されるが、自分達が勝手に虐待したと答える。帰り際に中尉が書類ミスをすると、バダスキーは「控えを忘れてますぜ」と皮肉を口にする。帰り道、「海兵野郎め、海軍一仕事を判っている俺に教えを垂れやがって」「控えを受け取る事も知らねえクセに！」と精一杯に悪態を付くバダスキーに「こんな任務は二度とごめんだ」と呟くマルホール。
二人はノーフォークで再会する事を約束して刑務所を後にするのだった。

## キャスト
ビリー・バダスキー
演 - ジャック・ニコルソン、日本語吹替 - 石田弦太郎
海軍の信号科一等兵曹（軍曹）で、叩き上げの海軍下士官。同僚のマルホールとメドウズの護送を命じられる。
血気盛んな捻くれ者だが、親分肌で面倒見の良い部分もある。メドウズに「自由に生きる事」との大切さを教えていく。
ミュール・マルホール
演 - オーティス・ヤング、日本語吹替 - 神谷和夫
アフリカ系アメリカ人の海軍一等兵曹で、バダスキーの同僚（互いに知己はない模様）。現実的にものを考えるタイプで、やや冷めた物の見方をする。
ラリー・メドウズ
演 - ランディ・クエイド、日本語吹替 - 安西正弘
20歳前の新兵。40ドルを盗んだ罪で懲役8年と懲戒除隊の重罪を言い渡される。人生経験が浅く、ぼんやりとした性格。
恵まれない家庭に育ち、情緒が不安定な部分がある。
- そのほかキャロル・ケイン（娼婦）、ナンシー・アレン（日蓮宗の教徒）、クリフトン・ジェームズ（海軍の下士官）、マイケル・モリアーティ（海兵隊の中尉）らが出演。

## 製作
1969年にプロデューサーのジェラルド・エアーズは、小説家のダリル・ポニクサンが執筆中であった『The Last Detail』を映画化する権利を購入し、「ドライブ・ヒー・セッド」の製作参加を終えたばかりのロバート・タウンがこれを映画用に脚本化した。ロバートは二人の主人公をジャック・ニコルソンとルパート・クロスをイメージしながら新たに造形し直した。特にバダスキー役に関しては原作の主知主義的な部分と「美しい妻を持つ」という二つの設定を変えて、荒々しい武骨な男へと変更した。また原作では最後にバダスキーは命を落とす事になっていたが、これも取り除かれた。
エアーズは幾つかの大作を成功させた実績を背景にコロムビア映画に製作資金を出させる事に成功したが、配給側の作品中での言葉遣いに関する懸念を解くのに非常に苦労した。コロムビア映画の重役は作品で使われる罵倒を減らすか、別のものに変える事を条件に出したがロバートが拒絶した事で、ニコルソンの主演が決まる直前まで企画は存亡の危機にあった。
監督に関してはロバート・アルトマンとハル・アシュビーの二人にオファーが出され、後にエアーズは「私はアシュビーの持つ作風がこの映画に必要だと感じた」と回想している。当時、アシュビーは「ハロルドとモード」（1971年）の商業的な失敗から立ち直り、新しい映画を作れる立場に復帰していた。実は1971年にアシュビーは一度オファーを断っているが、1973年に再度オファーを受けた時には作品参加に意欲を見せた。同年にアシュビーは「Three Cornered Circle」というMGM社製作の映画に監督として招致されていたが、これを蹴って本作の監督を引き受けている。しかしコロムビア社はアシュビーの製作スタンスを嫌っており、契約には後ろ向きであった。両者の不仲は予算に響き、当初予定されていたよりも遥かに減額された260万ドルしか支払われなかった。

### キャスティング
バダスキー役とマルホール役は既に決定していた為、役者の選定は主にメドウス役に絞られた。「ハロルドとモード」で主役に抜擢されたボブ・コートはメドウス役での出演を直訴したが、アシュビーはメドウス役のイメージに合わないとして却下した。オーディションの結果、最終選考に残ったのはランディ・クエイドとジョン・トラボルタで、予定されていた役柄は「気弱で小柄な青年」だった（クエイドは非常に長身である）が、アシュビーの判断でクエイドがメドウス役に選ばれた。彼にアシュビーが予定していた風変わりな雰囲気があった為である。脚本家のロバート・タウンは「彼の大柄な体格には確かに悲哀が存在していた…それはアシュビーでなければ見逃していただろう」と回想している。

### プリプロダクション
主役のニコルソンが「キング・オブ・マーヴィン・ガーデン」に参加していた関係で、撮影の開始は予定より一年半ほど後になった。製作会議では主役3人をバート・レイノルズ、ジム・ブラウン、デビッド・キャシディに役者を交代して作品を早期に作ろうという意見もあった。しかしエアーズは主役3人の交代に猛反対し、別のスタジオで製作する事を恐れた製作スタッフも待つことに同意した。
撮影の前段階でアシュビーとエアーズは原作の作品設定を監督した退役軍人に面会したり、海軍の資料を読んだりして設定を見直した。ロケ地についてはリアリティを出すために実際のノーフォーク基地とポースマツ海軍刑務所を使用したいと考えていたが、海軍の許可が下りなかった。しかし代わりにカナダ海軍が協力を申し出てくれたので、撮影班はトロント海軍基地を主な撮影場として使用した 。基地は撮影スタッフの要望を満たすだけのリアリティを生み、アシュビーはそこで出演者の一人であるキャロル・ケイン（娼婦役）と面会している。
順調に思えた矢先、カナダ滞在中に監督のアシュビーがマリファナ所持の容疑で警察に拘束されるという事態が起きた。製作側では作品製作の中止を巡る動きが起こったが事件があまり大きく報道されなかった事や、ニコルソンが作品参加の意図を変えなかった事で製作続行が決まった。再開すると今度はマルホール役のルパート・クロスが末期癌を患っている事が判明、アシュビーは更に1週間撮影を延期して、クロスに作品参加を続けるかどうか考える時間を用意した。クロスは熟考の末に作品から降板、代役として舞台俳優であったオーティス・ヤングが急遽抜擢された。

### 撮影
映画撮影の経験の少ないオーティスを考慮して、アシュビーは撮影を敢えて時系列順に行い、更にオーティスの人柄を脚本に反映させた。従って映画はノーフォークとポースマツという二つの場所に使われたトロントを除き、全て映画の流れと同じ経路で撮影を行っていった。まだ若手だったクエイドは評価を望んで自分なりの演技を試行錯誤したが、普段は演技指導に厳しいアシュビーは珍しく演技プランを俳優に委ねた。 撮影監督はハスケル・ウェクスラーが勤める予定だったが組合の関係から参加できず ゴードン・ウィリスやネストール・アルメンドロスらも同様に撮影に加われなかった。苦肉の策としてアシュビーは撮影助手のマイケル・チャップマンを撮影監督に昇格させ、彼は独特の撮影法で映像にドキュメンタリー風の雰囲気を与えた。またアシュビーはシーン撮影の際にニコルソンにファインダーを覗かせて撮影の範囲を事前に教えていたので、彼はこれを生かして映像に写りこむことが出来た。役者達はこうしたアシュビーらの努力を賞賛するコメントを残している。

### ポストプロダクション
撮影が完了した後、アシュビーは編集に映像を回して場面のカットなどを行わせた。だが出来上がった物に不満を抱いたアシュビーは編集を解任して、自分で編集を行うべきか悩んだという。エアーズは豊富な経験を持つ編集者ロバート・ジョーンズを後任に推薦した。ジョーンズは精力的に仕事をこなして、一ヵ月半で最初の編集版（4時間）を製作した。アシュビーは彼の仕事振りを信頼して、編集作業を全面的に委任した。残りの編集はアシュビー宅で行われたが、一つ一つの場面に彼が悩んだ事で完成版までには非常に長い時間が掛かった。編集作業の間、アシュビーは一切コロムビア社の連絡を無視し続けた。コロムビア社はその度に更に上役に連絡を行わせたが、全く取り合ってもらえなかった.。ロンドン滞在中、アシュビーはピーター・セラーズと話している時に、コロムビアの催促にうんざりしたジョーンズからの電話を受け取った。スタジオはコロムビア社がフィルムを引き取りに来ている事をジョーンズに告げ、彼はどうにかスタジオを宥めてフィルムを手元に置いていた。またタウンはしばしばアシュビー宅を訪れて編集作業を見ていたが、映画のテンポに注文を付ける事があった。コロムビア社はアシュビーが使ったジャンプカットの演出を批判した。またスタジオは作品中で使われた罵倒の多さを心配していた。当時スタジオは財政難にあり、ヒットを飛ばさなければならない状態だった。
様々な過程を辿りつつ1973年8月に映画は完成したが、罵倒文句の存在を注視しつつもアメリカ映画業協会（MPAA）からは「R評価」を与えられ、保護者同伴なら子供でも見る事が出来た。成人映画指定（「NC-17評価」）を避け、一般上映を勝ち取った形だったが、それでも製作会社は作中から「fuck」の回数を減らそうとした。コロムビア社の行動で映画放映は更に半年延期された。アシュビーはコロムビアに試写会で市民の反応を伺ってから修正するべきだと述べ、サンフランシスコで大規模な上映会が行われた。試写会は大盛況に終わり、製作会社はそのまま放映を開始する事を決意した。

## 評価
公開後、『さらば冬のかもめ』は高い評価を受け、1974年のカンヌ映画祭でパルム・ドール（最高作品賞）にノミネートされた他、主演のジャック・ニコルソンがカンヌ国際映画祭男優賞を授与された（これはアンソニー・パーキンス以来、13年振りのアメリカ人俳優の受賞となった）。アカデミー賞からはニコルソンがアカデミー主演男優賞ノミネート、ランディ・クエイドがアカデミー助演男優賞ノミネート, ロバート・タウンがアカデミー脚色賞ノミネートを受け、ゴールデングローブ賞からもニコルソンとクエイドがそれぞれ主演男優賞と助演男優賞にノミネートされた。
ニコルソンは英国アカデミー賞から主演男優賞を授与され、全米映画批評家協会賞男優部門・ニューヨーク映画批評家協会賞なども受賞した。カンヌ映画祭での受賞を含めるとゴールデングローブ、アカデミーを除いた各国の名立たる賞を総舐めにした格好だが、それだけにオスカーを逃した事に落胆したと言われている。彼はインタビューで「私はカンヌ映画祭が評価してくれた事を、なぜ故郷のアカデミーがしなかったのか不思議でならない。この映画は最高の出来だった。」と述べている。

## 続編
『スキャナー・ダークリー』などで監督を務めたリチャード・リンクレイターが、2006年に、ダリル・ポニクサンによる原作の続編『Last Flag Flying』（2005年刊行）を元に、『さらば冬のかもめ』の続編を作る構想がある」と発表して話題を集めた。リンクレイターは続編製作にあたって、亡くなっているオーティス・ヤングは止むを得ないとしても、ジャック・ニコルソンとランディ・クエイドの出演を得なければ製作には移らないだろうとも語った。
実際に映画に向けて積極的な動きが始まっており、既にクエイドとニコルソンに脚本の試作が提供された。内容は明かされた限りだと前作の35年後を舞台に、軍を退役した後で酒場を経営するバダスキーがイラク戦争で息子を失ったメドウスと再開する内容になっている。続編のタイトルは「Last Flag Flying」に決定されている。
結局、ニコルソンとクエイドの出演は叶わなかったが、リンクレイターが監督を務め、リンクレイターと原作者のポニクサンが共同脚本を担当した続編的作品『30年後の同窓会』が制作、2017年に全米公開された。